# Mildred Bailey
Mildred Bailey (27. februar 1907 – 12. december 1951) var en amerikansk sangerinde, der var meget populær i 1930'erne. Hun blev født i Washington og sang i Paul Whitemans orkester 1929-1933. Hun indsang tillige en række grammofonplader sammen med sin mand Red Norvo. Hun led af diabetes og afgik ved døden i en alder af kun 44 år.